# ماورای داستان

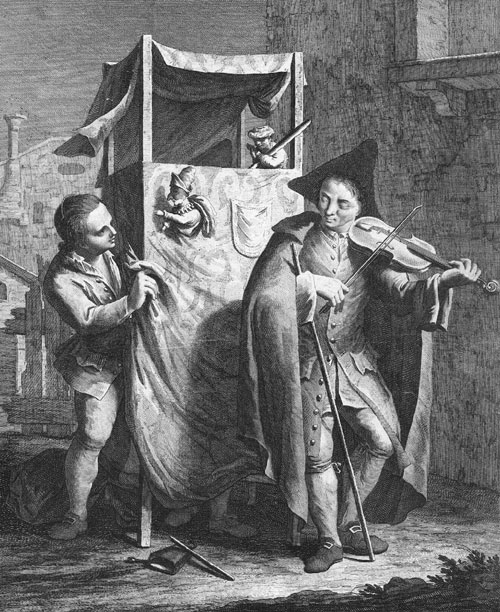
ماورای داستان

ماورای داستان (انگلیسی: Metafiction)، نوعی داستان است که بر ساختگی بودن خود تأکید می‌کند.

## ماورای داستان

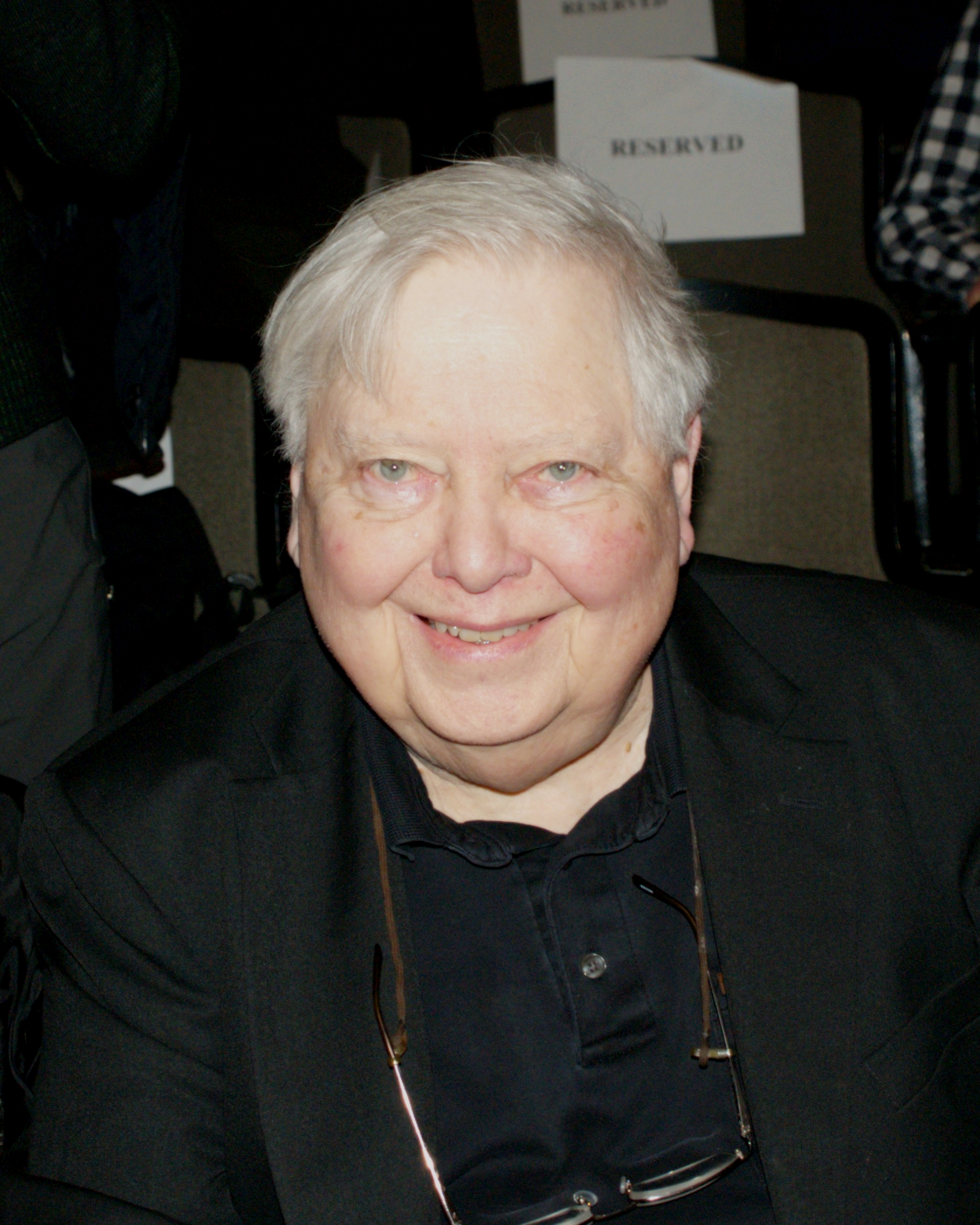
همسر تنهای استاد ویلی اثر ویلیام اچ گس.

فراداستان به‌طور مداوم به مخاطب یادآوری می‌کند که در حال خواندن یا مشاهده یک اثر داستانی است. فراداستان نسبت به زبان، فرم ادبی و داستان سرایی خودآگاه است و آثار فراداستانی به‌طور مستقیم یا غیرمستقیم توجه خواننده را به داستانی بودن اثر جلب می‌کند. فراداستان اغلب به ماورای گفتارهای ادبی و واقعیت، زندگی ملموس می‌رسد.
اگرچه فراداستان معمولاً با ادبیات پست مدرن که در اواسط قرن بیستم توسعه یافت، مرتبط است، استفاده از آن را می‌توان به آثار داستانی بسیار قدیمی تر، مانند داستان‌های کانتربری (جفری چاسر، ۱۳۸۷)، دون کیشوت (میگل د سروانتس، ۱۶۰۵)، زندگی و عقاید تریسترام شاندی، جنتلمن (لارنس استرن، ۱۷۵۹)، Vanity Fair (William Makepeace Thackeray, 1847).
فراداستان در دهه ۱۹۶۰ با آثاری مانند Lost in the Funhouse اثر جان بارت، «کودک نگهدار» و «پوکر جادویی» اثر رابرت کوور، سلاخ خانه پنج اثر کرت وونگات، زن ستوان فرانسوی اثر جان، برجسته شد. فاولز، گریه لوت ۴۹ اثر توماس پینچون، و همسر تنهای استاد ویلی اثر ویلیام اچ گس.
از دهه ۱۹۸۰، ادبیات لاتین معاصر سرشار از آثار خود بازتاب و فراداستانی است، از جمله رمان‌ها و داستان‌های کوتاه از جونوت دیاز (زندگی شگفت‌انگیز کوتاه اسکار وائو)، ساندرا سیسنروس (Caramelo)، خوزه باروخا. (چهاردهم فوریه نبود)، Salvador Plascencia (مردم کاغذ)، کارمن ماریا ماچادو (بدن او)، ریتا ایندیانا (شاخک)، و والریا لویزلی (فرزندان گمشده) آرشیو).

## پست مدرنیسم
فراداستان بخشی از داستان تجربی زندگی است. توسعه به سمت نوشتن فراداستانی در پست مدرنیسم مبنی بر اینکه تاریخ زندگی‌ها رمانی طولانی است. مانند رمان تاریخ‌نگاری Linda Hutcheon.
بازی‌های ویدیویی نیز به ویژه با ظهور بازی‌های ویدیویی مستقل در دهه ۲۰۱۰ از مفاهیم فراداستانی استفاده کردند. بازی‌هایی مانند The Magic Circle , The Beginner's Guide، Undertale و Pony Island از تکنیک‌های مختلفی استفاده می‌کنند تا بازیکن مرزهای بین داستان بازی ویدیویی و واقعیت بازی را زیر پرسش ببرد.

## اَشکال فراداستان
به گفته ورنر ولف، فراداستان را می‌توان در ترکیب چهار شکل بیان نمود:

### فراداستان صریح/ ضمنی
فراداستان صریح از طریق استفاده از عناصر فراداستانی واضح در سطح متن قابل شناسایی است. به تصنع خودش نظر می‌دهد و قابل نقل است. فراداستان صریح شیوه ای از توصیف است. یک مثال می‌تواند یک راوی باشد که روند خلق داستانی را که می‌گویند توضیح می‌دهد. فراداستان ضمنی شیوه ای از توصیف زیسته‌است.

### فراداستان مستقیم/غیر مستقیم
فراداستان مستقیم مرجعی را در متنی ایجاد می‌کند. فراداستان غیرمستقیم از فرا ارجاعات خارج از متن، مانند موضوعات زندگی و زیبایی‌شناسی بهره می‌برد. از آنجایی که همیشه رابطه ای بین متنی که فراداستان غیرمستقیم در آن رخ می‌دهد و متون یا موضوعات خارجی ارجاع داده شده وجود دارد، فراداستان غیرمستقیم همیشه بر متنی که شخص می‌خواند، تأثیر می‌گذارد، البته به صورت غیرمستقیم.

### فراداستان انتقادی/غیر انتقادی
هدف فراداستان انتقادی بیان تخیلی بودن یک متن به روشی انتقادی است که اغلب در داستان پست مدرنیستی انجام می‌شود. فراداستان غیر انتقادی، تخیلی بودن یک متن را نقد یا تضعیف نمی‌کند با «پیشنهادی مبنی بر اینکه داستانی که می‌خواند معتبر است».

### رسانه محور/ حقیقت یا داستان محور
فرا داستان یکی ار داستان‌های واقع گرایانه و حقیقت محور (غیر انتقادی) خواهد بود.
مثال:
این صحنه از موزه بریتانیا در حال سقوط است (۱۹۶۵) چندین نمونه از فراداستان را نشان می‌دهد:
1. سخنران، آدام اپلبی (شخصیت اصلی رمان) تغییراتی را که ظهور رمان بر چشم‌انداز ادبی ایجاد کرد، به ویژه با توجه به تغییرات موضوعی رخ داده، مورد بحث قرار می‌دهد.
2. او از جنبه تقلیدی رمان‌های رئالیستی صحبت می‌کند.
3. او به این مفهوم اشاره می‌کند که قابلیت‌های ادبیات تمام شده‌است، و بنابراین به ایده مرگ رمان (همه اینها فراداستانی صریح و غیرمستقیم انتقادی است).
4. او به‌طور پنهانی این واقعیت را پیش‌زمینه می‌کند که شخصیت‌های رمان شخصیت‌های داستانی هستند، نه اینکه این جنبه را بپوشاند، همان‌طور که در نوشته‌های غیر فراداستانی صدق می‌کند؛ بنابراین، این صحنه دارای عناصر فراداستانی با اشاره به رسانه (رمان)، فرم هنر (ادبیات)، یک ژانر (رئالیسم) است و احتمالاً داستانی بودن شخصیت‌ها و در نتیجه خود رمان (که می‌تواند به عنوان فراداستان انتقادی، مستقیم، داستان محور طبقه‌بندی شود).

### جاسپر فورد، ماجرای ایر
ماجرای ایر (۲۰۰۱) در یک تاریخ جایگزین می‌گذرد که در آن می‌توان با استفاده از ماشین وارد دنیای یک اثر ادبی شد. در این رمان، کارآگاه ادبی پنجشنبه بعدی یک جنایتکار را در دنیای جین ایر شارلوت برونته تعقیب می‌کند. این تخطی متناقض از مرزهای روایی، metalepsis نامیده می‌شود، که وقتی در ادبیات استفاده می‌شود، یک ابزار فراداستانی ضمنی است.
metalepsis پتانسیل ذاتی بالایی برای برهم زدن توهم زیبایی شناختی دارد و خواننده را با داستانی بودن متن مواجه می‌کند. با این حال، از آنجایی که metalepsis به عنوان یک دستگاه پلات استفاده می‌شود که به عنوان بخشی از دنیای The Eyre Affair معرفی شده‌است، در این مثال می‌تواند اثر معکوس داشته باشد و با غوطه وری سازگار است؛ بنابراین می‌توان آن را نمونه ای از فراداستان دانست که (لزوما) توهم زیبایی شناختی را نمی‌شکند.